# Sam Bailey
Samantha Florence Bailey, detta Sam (Leicester, 29 giugno 1977), è una cantante britannica.

## Carriera
Vincitrice nel 2013 della decima stagione del talent-show televisivo The X Factor UK, ha esordito sul mercato discografico nel dicembre 2013 con il singolo Skyscraper (cover dell'omonimo brano di Demi Lovato), brano che ha raggiunto le prime posizioni delle classifiche britanniche e irlandesi. Nel marzo 2014 ha pubblicato il suo primo album in studio The Power of Love, che ha raggiunto la prima posizione della classifica Official Albums Chart.
Il 24 febbraio 2014 si esibisce prima di Beyoncé in una tappa britannica del The Mrs. Carter Show World Tour.
Nel dicembre 2014 pubblica un EP natalizio come allegato della "reiusse" del primo album. Fa seguito un tour nei primi mesi del 2015.
Nel 2016 si dedica al teatro interpretando il Mamma Morton nel musical Chicago in Regno Unito.
Nel settembre 2016 esce il suo secondo album Sing My Heart Out.

## Discografia
Album studio
- 2014 - The Power of Love
- 2016 - Sing My Heart Out

Singoli
- 2013 - Skyscraper
- 2014 - Compass
- 2016 - Sing My Heart Out